# 常黎夫
常黎夫（1912年—2006年），乳名崇寿，学名应黎，字万青，曾名秋云、黎夫，陕西省米脂县桥河岔乡常坪村人，中华人民共和国政治人物。
早年肄业于绥德省立第四师范学校肄业。后担任中共米脂县委代理书记，组织统战工作。1935年，调任十七路军警备第一旅第三团三营任机枪教练和文化政治课教员。1941年，任陕甘宁边区粮食局副局长。1944年，升任陕甘宁边区政府副秘书长兼秘书处处长和研究室副主任。1949年，任西安市军管会秘书长。中华人民共和国成立后，担任西北军政委员会秘书长、西北行政委员会秘书长。1954年，升任中华人民共和国国务院副秘书长兼国务院秘书厅主任。1959年，改任陕西省政协副主席。1961年，任中共中央西北局统战部部长。1977年，再任陕西省政协副主席。1979年，改任陕西省人大副主任。后选任中顾委委员。